# Madeleine LeBeau
Madeleine Lebeau, nata con il nome Marie Madeleine Berthe Lebeau (Bourg-la-Reine, 10 giugno 1923 – Estepona, 1º maggio 2016), è stata un'attrice francese.
Dopo la sua permanenza negli Stati Uniti, per il suo nome talvolta viene utilizzata la grafia Madeleine LeBeau.

## Biografia
Marie Madeleine Berthe Lebeau, adolescente, sposò l'attore Marcel Dalio nel 1939. Nel giugno 1940, lei e Dalio fuggirono da Parigi a causa dell'occupazione tedesca, e raggiunsero Lisbona, dove attesero due mesi prima di ottenere i visti per il Cile e imbarcarsi via mare per l'America.
Quando la loro nave fece tappa in Messico, essi vennero bloccati (insieme con altri circa 200 passeggeri), quando i visti che avevano acquistato si rivelarono falsi. La coppia ottenne un passaporto temporaneo per il Canada, da dove infine poté entrare negli Stati Uniti.
La LeBeau firmò un contratto con la Warner Bros. per $ 100 alla settimana per 26 settimane in un certo numero di film e apparve in Casablanca (1942), nel quale interpretò il ruolo di Yvonne, la stella del Rick's Café e amante di Rick (Humphrey Bogart); è rimasto celebre il primo piano della LeBeau, realmente emigrata a causa dell'occupazione nazista, mentre nella pellicola canta La Marsigliese. Durante le riprese del film, in cui anche Dalio recitò nel ruolo del croupier Emil, la coppia divorziò il 22 giugno 1942. 
Dopo la Seconda guerra mondiale, scaduto il contratto con la Warner Bros., la LeBeau tornò in Francia e continuò la sua carriera. Nel 1963 fu chiamata da Federico Fellini per 8½. 
Nel 1988 sposò lo sceneggiatore italiano Tullio Pinelli, di cui rimase vedova nel 2009.
Morì il 1º maggio 2016 a Estepona in Spagna, all'età di 92 anni, dopo la rottura del femore. Il ministro della cultura francese Audrey Azoulay ha detto di Madeleine LeBeau dopo la sua morte: "Era una donna libera che viveva secondo le sue stesse regole, occupando totalmente i ruoli che le erano stati affidati dai principali registi. Sarà per sempre il volto della resistenza francese".

## Filmografia parziale
- Ragazze in pericolo (Jeunes filles en détresse), regia di Georg Wilhelm Pabst (1939)
- La porta d'oro (Hold Back the Dawn), regia di Mitchell Leisen (1941)
- Il sentiero della gloria (Gentleman Jim), regia di Raoul Walsh (1942)
- Casablanca, regia di Michael Curtiz (1942)
- Paris After Dark, regia di Léonide Moguy (1943)
- Marisa (Music for Millions), regia di Henry Koster (1944)
- I ribelli della Vandea (Les Chouans), regia di Henri Calef (1947)
- Il segreto di Montecristo (Le Secret de Monte-Cristo), regia di Albert Valentin (1948)
- La gabbia d'oro (Cage of Gold), regia di Basil Dearden (1950)
- Et moi j'te dis qu'elle t'a fait d'l'oeil!, regia di Maurice Gleize (1950)
- Il porto delle bionde (Quai des blondes), regia di Paul Cadéac (1954)
- Le avventure di Cadet Rousselle (Cadet Rousselle), regia di André Hunebelle (1954)
- Napoleone Bonaparte (Napoléon), regia di Sacha Guitry (1955)
- Il fantastico Gilbert (La Pays d'ou je viens), regia di Marcel Carné (1956)
- Una parigina (Une Parisienne), regia di Michel Boisrond (1957)
- La vita a due (La Vie à deux), regia di Clément Duhour (1958)
- Vous n'avez rien à déclarer?, regia di Clément Duhour (1959)
- Furore di vivere (Le Chemin des écoliers), regia di Michel Boisrond (1959)
- 8½, regia di Federico Fellini (1963)
- Sfida a Rio Bravo (Desafío en Río Bravo), regia di Tulio Demicheli (1964)
- Angelica (Angélique, Marquise des anges), regia di Bernard Borderie (1964)

## Doppiatrici italiane
- Rosetta Calavetta in Furore di vivere, Angelica
- Miranda Bonansea in La porta d'oro
- Deddi Savagnone in 8½